# Grand'Italia (programma televisivo)
Grand'Italia è stato un programma televisivo italiano di genere talk show, in onda sulla Rete 1 dal 7 novembre 1979 al 26 marzo 1980, il lunedì dalle 21.10 per venti puntate, con la conduzione di Maurizio Costanzo.

## Il programma
Ideale prosecuzione del grande successo di Costanzo nei tre anni precedenti con Bontà loro e Acquario, ne ricalcava sostanzialmente la formula, con un'attenzione tesa a sottolineare e celebrare quei personaggi che si erano distinti per le loro qualità artistiche, politiche, scientifiche o culturali in un ambito non solo italiano ma anche internazionale.
Alla solita contrapposizione dialettica degli ospiti e alla forza narrativa delle personalità intervistate, Costanzo aggiunse alcuni elementi di impostazione teatrale come i "disturbatori", ovvero dei figuranti che, vestiti da camerieri, servivano gli ospiti come in un vero e proprio bar, e che, nel corso dell'intervista, all'improvviso rovesciavano addosso all'ospite il contenuto di un vassoio (tazze colme di bevande, bicchieri...), per suscitare nello spettatore una sorta di effetto comico surreale, e probabilmente rivelare in qualche modo, partendo dalla reazione dell'ospite di fronte a questo gesto, la sua vera natura al di là del personaggio. Questo meccanismo però si ritorse contro lo stesso conduttore, nel caso in cui Costanzo ricevette una torta in faccia da Marina Ripa di Meana (all'epoca nota come Marina Lante della Rovere) durante un'intervista a Marco Pannella, e per il quale il giornalista tolse il saluto alla contessa per quindici anni.